# Поречки манастир
Поречкият манастир „Рождество на Пресвета Богородица“ (на македонска литературна норма: Поречки Манастир „Раѓање на Пресвета Богородица“) е православен манастир край село Горни Манастирец, Северна Македония. В наши дни той е част от Дебърско-Кичевската епархия. Манастирът е средновековен, възобновен в средата на XIX век.

## История
През 1868 година свещеникът Здраве Попкостадинов от Ижища, предплаща един екземпляр от изданието на „Поучително евангелие“ на Софроний Врачански за „Ман.[астира] Поречки“.
Манастирът е център на сръбската пропаганда в Македония в края на XIX – началото на XX век. В 1890 година той става седалище на Поречката сръбска община, обхващаща 36 села – втората сръбска община в Македония след Битолската. Главната църква е изградена и изписана в 1899 година. В 1911 година игуменът му Христо освен манастирската си заплата получава от ръководството на сръбската пропаганда и три лири и половина месечно.